# 鈴木雅 (看護師)

鈴木　雅

鈴木 雅（すずき まさ、1858年2月9日（安政4年12月26日） - 1940年（昭和15年）6月11日）は、日本の看護師である。

## 経歴・人物
共立女学校（現在の横浜共立学園)を修了。当時同校は全寮制で創立者のひとりであるルイーズ・ピアソンが英語を話せるだけでなく、英文学・天文・数学・物理・科学などを自ら担当し、化学の実験には月2回東京の開成学校からＥ・Ｗ・クラークを招いたほど熱心な教科指導が行われていた。その為アメリカで学位を取り女医になった者が何人もいた。
1886（明治19）年、同窓の桜井ちかが創設した桜井女学校附属看護婦養成所に1期生として入学し大関和と出会い、アグネス・ヴェッチから看護学を学ぶ。
帝国大学医科大学附属第一医院における内科の看護婦取締役（看護婦長）を経て慈善看護婦会 (のちの東京看護婦会) を創設。看護派出事業（→派遣看護婦会、1891-）と看護教育「東京看護婦講習所」も始めた。旧姓は加藤。父は沼津出身で静岡県士族加藤信盛、母はトヨ、妹テル、弟保太郎。父信盛は鳥羽・伏見の戦いに参戦後、日本各地を転戦し、最後は五稜郭に立て籠り生き残っている。
夫は西南戦争にて大阪鎮台歩兵第9連隊第2大隊大隊長を勤めた鈴木良光歩兵大尉であるが、後に仙台鎮台第4師管後備軍司令官歩兵少佐として配属されていた仙台にて病没。雅は大関と同様シングルマザーとなった。